# Кунгута Чешская
Кунгута Чешская, или Кунгута Пржемысловна (чеш. Kunhuta Přemyslovna), традиционно Кунигу́нда Чешская (пол. Kunegunda Czeska; январь 1265, Прага, королевство Богемия — 27 ноября 1321 года, там же) — чешская принцесса из дома Пржемысловичей, урождённая принцесса Богемская; в замужестве — герцогиня Мазовецкая, после аббатиса монастыря святого Георгия в Пражском Граде.

## Биография

### Происхождение
Кунигунда родилась в Праге в январе 1265 года. Она была вторым ребёнком из четырёх детей, родившихся во втором браке чешского короля Пржемысла Отакара II с Кунигундой Славонской. Первый брак короля с герцогиней Маргаритой Австрийской оказался бездетным.
Генрих, старший брат Кунигунды, умер в младенческом возрасте. Младший брат, Вацлав, после смерти отца в 1278 году, стал королём Богемии под именем Вацлава II. Младшая сестра, Агнесса вышла замуж за Рудольфа II, герцога Австрийского и стала матерью Иоганна Паррициды.
По материнской линии, дедом и бабушкой Кунигунды были Ростислав Михайлович и Анна Венгерская, дочь Белы IV, короля Венгрии, и Марии Ласкарины, которая, в свою очередь, была дочерью византийского императора Феодора I Ласкариса от его первой жены Анны Ангелины.
По отцовской линии, дедом и бабушкой Кунигунды были Вацлав I, король Богемии и Кунигунда фон Гогенштауфен. Вацлав I был сыном Оттокара I, короля Богемии, от его второй жены Констанции Венгерской.

### Неудавшееся обручение
В 1277 году Кунигунда была помолвлена с Гартманом Германским, сыном Рудольфа I, короля Германии от его первой жены Гертруды Хохенбергской. Династический брак должен был укрепить ожидавшийся мирный договор между Германией и Богемией. Однако в течение года договор заключён не был, и свадьба не состоялась. Вместо этого брака, в 1285 году Вацлав женился на Юдитте Австрийской, а Агнесса вышла замуж за Рудольфа II, герцога Австрийского. Рудольф и Юдитта были братом и сестрой Гартмана.
В отсутствие других предложений о супружестве, Кунигунда поступила в монастырь Ордена бедных дам в Праге и стала монахиней. Она оставалась в монастыре в течение нескольких лет. Вацлав, брат Кунигунды, повелел ей оставить обитель. Он решил выдать её замуж за Болеслава II, герцога Мазовецкого, чтобы заручиться его поддержкой в борьбе с Владиславом I Локетком за трон польского королевства.

### Герцогиня
Свадьба Болеслава и Кунигунды состоялась в 1291 году. Для герцога это был второй брак. В 1288 году он похоронил свою первую супругу, Софию Литовскую, от которой у него осталось трое детей: Болеслав, Земовит и Анна. Династический брак сестры укрепил позиции Вацлава в Польше. Так, во время осады крепости Серадза в ходе начавшейся в королевстве гражданской войны, он вместе с зятем успешно противостоял армии Владислава.
От Болеслава II, герцога Мазовецкого Кунигунда Богемская родила сына и двух дочерей:
- принц Вацлав Мазовецкий (1293 — 1336), стал герцогом Плоцким;
- принцесса Евфросинья Мазовецкая (около 1292 — 26.12.1328/29), сочеталась браком с Владиславом, герцогом Освенцимским;
- принцесса Берта Мазовецкая (до 1299 — после 1311), стала монахиней в монастыре святого Георгия в Пражском Граде.

Союз между Вацлавом и Болеславом не продлился долго. Конрад, старший брат Болеслава, умер, не оставив наследников. Он завещал часть своих владений младшему брату, остальные земли отошли Вацлаву. Болеслав потребовал от Вацлава передать ему оставшуюся часть, но получил отказ. Союзный договор был аннулирован. Болеслав больше не поддерживал интересы Вацлава в Польше и отослал Кунигунду обратно в Прагу. Развода не было, поэтому юридически она оставалась женой герцога Мазовецкого до его смерти.

### Аббатиса
По возвращении в Прагу герцогиня вернулась к монашеской жизни. Вместе с младшей дочерью, Бертой, она поселилась в монастыре святого Георгия. В этой обители Кунигунда, став аббатисой, прожила все последующие годы. По её заказу была создана прекрасно иллюстрированная книга, получившая название «Пассионала аббатисы Кунигунды».
В 1305 году умер её брат король Вацлав II. Новым королём Богемии и Польши под именем Вацлава III стал его сын от второй жены, Елизаветы Рихецы Польской. Он женился на ней после смерти Юдитты Австрийской, чтобы укрепить связи с частью польской шляхты, поддерживавшей его претензии на польский престол. Вскоре, шестнадцатилетний Вацлав III погиб, и королём Польши под именем Владислава I стал Владислав Локеток.
Кунигунда приняла на себя заботы об осиротевшей внучатой племяннице, Елизавете Богемской. Она взяла её к себе в монастырь святого Георгия. Затем Елизавета перешла под опеку своей старшей сестры, Анны Богемской, бабушки Елизаветы Рихецы Польской и вдовы Вацлава III, Виолы Елизаветы Цешинской. Позднее Елизавета Богемская вышла замуж за Иоанна Люксембургского и стала королевой Богемии.
20 апреля 1313 года умер Болеслав II. Наследство герцога было поделено между тремя его сыновьями. Вацлав, сын Кунигунды, стал герцогом Плоцким.
Кунигунда Богемская умерла в монастыре Святого Георгия в Праге 27 ноября 1321 года. Она пережила не только своего мужа, но и двух старших детей — Вацлава и Евфросинию. Одним из потомков Кунигунды была Ядвига Жаганьская, жена Казимира III, короля Польши.